# Pristimantis zophus
Pristimantis zophus es una especie de anfibio anuro de la familia Craugastoridae.

## Distribución
Esta especie es endémica del departamento de Antioquia en Colombia. Habita entre los 2030 y 2680 m de altitud en la Cordillera Occidental.

## Publicación original
- Lynch & Ardila-Robayo, 1999 : The Eleutherodactylus of the taeniatus complex in western Colombia: taxonomy and distribution. Revista de la Academia Colombiana de Ciencias Exactas Físicas y Naturales, vol. 23, n.º 89, p. 615-624[5]